# Frørup (Nyborg Kommune)
 For alternative betydninger, se Frørup. (Se også artikler, som begynder med Frørup)
Frørup er en by på Østfyn med 380 indbyggere  (2024), beliggende 4 km sydøst for Ørbæk, 24 km nord for Svendborg og 13 km syd for Nyborg. Byen hører til Nyborg Kommune og ligger i Region Syddanmark. I 1970-2006 hørte byen til Ørbæk Kommune.
Frørup hører til Frørup Sogn. Frørup Kirke ligger i byen.

## Faciliteter
- Frørup har en afdeling af 4kløverskolen i Ørbæk. Afdelingen har 129 elever, fordelt på 0.-6. klassetrin. Derefter skal eleverne tage 7.-9. klasse i Ørbæk.[2]
- Frørup Forsamlingshus har en stor sal til 100 mennesker og en lille til 30.[3]
- Frørup har et landsbyråd, der arbejder med forskønnelse af byen og samarbejder med landsbyrådene i Tårup og Kogsbølle, bl.a. om hjemmeside. Frørup blev Årets Landsby i Nyborg Kommune i 2014.
- Frørup Andelskasse er et selvstændigt pengeinstitut, der er stiftet i 1919 og har hjemsted i Frørup.[4]

## Historie
Frørup er nævnt i Kong Valdemars Jordebog fra 1231 med navnet Frøthorp, som sættes i forbindelse med den nordiske gud Frø eller Frej.

### Regissekilde
1 km sydvest for Frørup ligger Regissekilde, som folk valfartede til i den katolske tid. Kirken havde som valfartskirke store indtægter på salg af kildevand, og den blev udvidet til at være ret stor i forhold til landsbyens størrelse. Omkring kilden opstod der i 1500-tallet et marked, som udartede og til sidst blev forbudt. I 1903 blev kilden restaureret af lokale mænd.

### Stationsbyen
I 1899 beskrives Frørup således: "Frørup (1231: Frøthorp) med Kirke, Præstegd., 2 Skoler, hvoraf den ene, „Frederikshøj Skole", paa Frørup Mark, Missionshus (opf. 1896), Forsamlingshus (opf. 1889), Andelsmejeri (Kildeborg), Jærnbane-, Telegraf- og Telefonstation;"
Frørup havde jernbanestation på Svendborg-Nyborg Banen (1897-1964). Stationen lå 1 km øst for byen. Stationsbygningen er bevaret på Kildevænget 2.
Målebordsbladet fra 1900-tallet viser desuden savværk og bageri. Mejeriet lå ½ km øst for stationen.

### Genforeningssten
På det gamle bystævne i et anlæg, hvor Kogsbøllevej munder ud i Frørup Byvej, står en sten der blev afsløret 9. juli 1920 til minde om Genforeningen i 1920.